# Хуан Ладрилеро
Хуан Фернандес Ладрилеро (на испански: Juan Fernández Ladrillero) е испански мореплавател, изследовател на Южна Америка.

## Биография
Роден е около 1490 – 1495 година в Могер, Испания. Изучава космография, навигация и астрономия. На 30-годишна възраст пресича Атлантическия океан и пристига отначало в Никарагуа, а след това в Перу, където участва в гражданската война между наследниците на Франсиско Писаро. От 1540 заедно с Паскуал де Андагоя извършва множество плавания между Перу и Панама. Същата година основава град Буенавентура на западното крайбрежие на днешна Колумбия.
През 1557 по заповед на чилийския генерал-губернатор Гарсия Уртадо де Мендоса е назначен за ръководител на морска експедиция, целта на която е изследването и картирането на бреговата линия на Чили на юг от Валдивия и намирането на проток между двата океана северно от Магелановия проток. На 17 ноември 1557 двата му кораба „Сан Луис“ и „Сан Себастиян“ напускат Валдивия и се отправят на юг. През летните месеци (декември – март) на 1557 – 1558 изследва крайбрежието на Южно Чили и открива архипелага Чонос, п-ов Тайтао (46°16′ ю. ш. 74°30′ з. д. / 46.266667° ю. ш. 74.5° з. д.) с югозападния му п-ов Трес Монтес и залива Пеняс (47°15′ ю. ш. 75°00′ з. д. / 47.25° ю. ш. 75° з. д.). През юли 1558 пръв преминава през Магелановия проток от запад на изток и на 15 януари 1558 се завръща във Валдивия. Въвежда в употреба в географската терминология – архипелаг, в конкретния случай за Огнена Земя.
Умира през 1582 година във Валдивия, Чили.

## Памет
Неговото име носят:
- връх Серро Ладрилеро (52°57′ ю. ш. 72°36′ з. д. / 52.95° ю. ш. 72.6° з. д., 1705 м) на остров Риеско в Чилийския архипелаг;
- проток Ладрилеро (49°06′ ю. ш. 75°14′ з. д. / 49.1° ю. ш. 75.233333° з. д.) в Чилийския архипелаг, между островите Уелингтън, Ангамос и Чипана на изток и островите Стош, Орела и Алдеа на запад;
- река Ладрилеро в източната част на остров Огнена Земя.